# Faustovirus
Genre
Faustovirus (FSTV) est un genre de virus géant à ADN bicaténaire présentant quelques similarités avec les Asfarviridae ou les Mimiviridae. En 2022, ce virus n'est pas classé par l'ICTV.
Il infecte l'amibe Vermamoeba vermiformis associées aux humains.
Le virus a été isolé pour la première fois en 2015 et s'est avéré avoir un diamètre d'environ 0,2 micromètre avec un génome d'ADN double brin de 466 kilobases censé coder 451 protéines. Bien que classés comme un virus nucléocytoplasmique à grand ADN (NCLDV), les Faustovirus partagent moins d'un quart de leurs gènes avec d'autres NCLDV ; cependant, environ 46 % sont homologues à des gènes bactériens et les autres sont des gènes orphelins (ORFans). Plus précisément, le gène codant la protéine de capside majeure (MCP) des Faustovirus est différent de celui du virus géant le plus proche, Asfivirus, ainsi que des autres NCLDV. Dans l'Asfivirus, le gène codant la MCP est un fragment génomique unique d'environ 2 000 paires de bases (pb), alors que dans le Faustovirus, la MCP est codée par 13 exons séparés par 12 grands introns. Les exons ont une longueur moyenne de 149 bp et les introns ont une longueur moyenne de 1 273 bp. La présence d'introns dans les gènes de Faustovirus est atypique pour un virus.